# Корнилаев, Анатолий Николаевич
Анатолий Николаевич Корнила́ев (10 сентября 1923 — 19 марта 2011) — советский военнослужащий, участник Великой Отечественной войны, Герой Советского Союза, командир взвода управления батареи 317-го гвардейского истребительно-противотанкового артиллерийского полка (47-я армия, Воронежский фронт), полковник.

## Биография
Анатолий Николаевич Корнилаев родился 10 сентября 1923 года в деревне Акшенас (ныне — в Рузаевском районе Мордовии).
Русский. Образование высшее. Член КПСС с 1943 года.
Перед войной жили в Стерлитамаке. Призван в Красную Армию в 1942 году Стерлитамакским райвоенкоматом. В том же году окончил курсы младших лейтенантов. Попал на Западный фронт и возглавил взвод разведки в 317-м гвардейском истребительно-противотанковом артиллерийском полку.
Воевал на Западном, Воронежском фронтах. Командир взвода управления батареи 317-го гвардейского истребительно-противотанкового артиллерийского полка (47-я армия, Воронежский фронт) гвардии лейтенант А. Н. Корнилаев отличился в боях за плацдарм на правом берегу Днепра у города Канев.
Звание Героя Советского Союза А. Н. Корнилаеву присвоено 24 декабря 1943 года.
В 1944 году — старший лейтенант, начальник разведки полка. Был направлен в Коломну на курсы усовершенствования командиров, после чего откомандирован на 1-й Белорусский фронт, где встретил День Победы.
В 1948 года окончил Военную академию имени М. В. Фрунзе, получил звание капитана. Служил в городах Усть-Камчатске, Тирасполе, в Одесском военном округе. С 1973 года полковник А. Н. Корнилаев — в запасе.
Проживал в городе Железнодорожном, вёл военное дело в школе № 5. Скончался 19 марта 2011 года.

## Подвиг
«17 октября 1943 году Корнилаев принял командование огневым взводом и организовал отражение контратак пехоты и танков противника. Лично подбил два танка. Контратаки противника, в которых участвовало около десяти танков и до батальона пехоты, захлебнулись. Наша пехота, поддержанная огнём батареи А. Н. Корнилаева, значительно улучшила свои позиции».

## Награды
- Медаль «Золотая Звезда» Героя Советского Союза (29.12.1943)[1].
- Орден Ленина (29.12.1943). № 26096967 (19 мая 1945[3])
- Орден Отечественной войны I степени (03.01.1944)[4].
- Орден Отечественной войны I степени (06.04.1985)[5].
- Орден Красной Звезды (26.07.1943)[6].
- Орден Красной Звезды.
- Медаль Жукова[7]
- Медаль За боевые заслуги
- Медаль «В ознаменование 100-летия со дня рождения Владимира Ильича Ленина» (6 апреля 1970)
- Медаль «За победу над Германией в Великой Отечественной войне 1941—1945 гг.» (9 мая 1945[8])
- Юбилейная медаль «Двадцать лет Победы в Великой Отечественной войне 1941—1945 гг.» (7 мая 1965[9])
- Юбилейная медаль «Тридцать лет Победы в Великой Отечественной войне 1941—1945 гг.»[10]
- Медаль «Сорок лет Победы в Великой Отечественной войне 1941-1945 гг.»[11]
- Юбилейная медаль «50 лет Победы в Великой Отечественной войне 1941—1945 гг.»[12]
- Юбилейная медаль «Шестьдесят лет Победы в Великой Отечественной войне 1941—1945 гг.»
- Юбилейная медаль «Шестьдесят пять лет Победы в Великой Отечественной войне 1941—1945 гг.»
- Медаль «Ветеран Вооружённых Сил СССР»
- Медаль «30 лет Советской Армии и Флота»[13]
- Юбилейная медаль «40 лет Вооружённых Сил СССР»[14]
- Юбилейная медаль «50 лет Вооружённых Сил СССР» (26 декабря 1967[15])
- Юбилейная медаль «60 лет Вооружённых Сил СССР» (28 января 1978[16])
- Юбилейная медаль «70 лет Вооружённых Сил СССР» (28 января 1988[17])
- Медаль «За безупречную службу» I степени
- Знак «Гвардия»
- Знак МО СССР «25 лет Победы в Великой Отечественной войне» (24 апреля 1970)

## Память
- Имя Героя высечено золотыми буквами в зале Славы Центрального музея Великой Отечественной войны в Парке Победы города Москвы.
- Улица Корнилаева микрорайона Центр-2 г. Балашиха[18].
- На могиле установлен надгробный памятник.